# Elvira Mayordomo
Elvira Mayordomo Cámara es una matemática e informática española especializada en teoría de la computación. Es profesora de la Universidad de Zaragoza y Presidenta de la Asociación de Computabilidad en Europa.

## Biografía
Elvira Mayordomo cursó estudios de matemáticas e informática en la Universidad de Zaragoza, graduándose en 1990. Posteriormente, obtuvo el doctorado en la Universidad Politécnica de Cataluña bajo la dirección de José Balcazar en 1994.

### Trayectoria profesional
Tras su doctorado, regresó a la Universidad de Zaragoza primero como profesora (1994-1996), luego como Profesora Titular (1996-2007) y, finalmente, desde 2007, como Catedrática. Desde 2004, también es profesora asociada en la Universidad Estatal de Iowa.
Mayordomo es editora de las revistas ACM Transactions on Computation Theory, Computability y Theory of Computing Systems. También forma parte del equipo de editores de la serie de libros Teoría y aplicaciones de la computabilidad. Fue miembro de la Junta Directiva (más tarde Consejo) de la Asociación de Computabilidad en Europa (CiE) desde su fundación. Fue presidenta  del Comité de Publicaciones del CiE y se convirtió en la cuarta presidenta de la Asociación en 2020. Mayordomo también ha formado parte del Comité Directivo de la serie de conferencias Computabilidad, Complejidad y Aleatoriedad (CCR) desde 2009 y en el Consejo de la Asociación Europea de Ciencias de la Computación Teórica desde 2011.